# 馬宮輝
馬宮 輝（まみや ひかる、1994年7月8日 - ）は、日本の元子役。
ジャパン・ミュージックエンターテインメントに所属していた。
東京都出身。趣味は読書、散歩。特技はチェロ、フランス語、ヒップホップ。

## 出演

### 映画
- 妖怪大戦争 （2006年8月6日） 妖怪ぬりかべ 役

### TV
- 「87%」（日本テレビ系）（2005年1月12日）
- 「ぶちぬき」(テレビ東京系） （2005年4月～2006年3月）
- 「西遊記」（フジテレビ系）（2006年）
- 「ちびまる子ちゃん」（フジテレビ系）　花輪 和彦（花輪くん） 役（2006年4月18日、2006年10月31日）
- 「出るトコ出ましょ!」（フジテレビ系）　亀井 翔 役　（2007年9月21日）
- 「死化粧師」（テレビ東京系）　（2007年11月23日）

### CM
- 花王 クリアクリーン